# Terceiro Estado

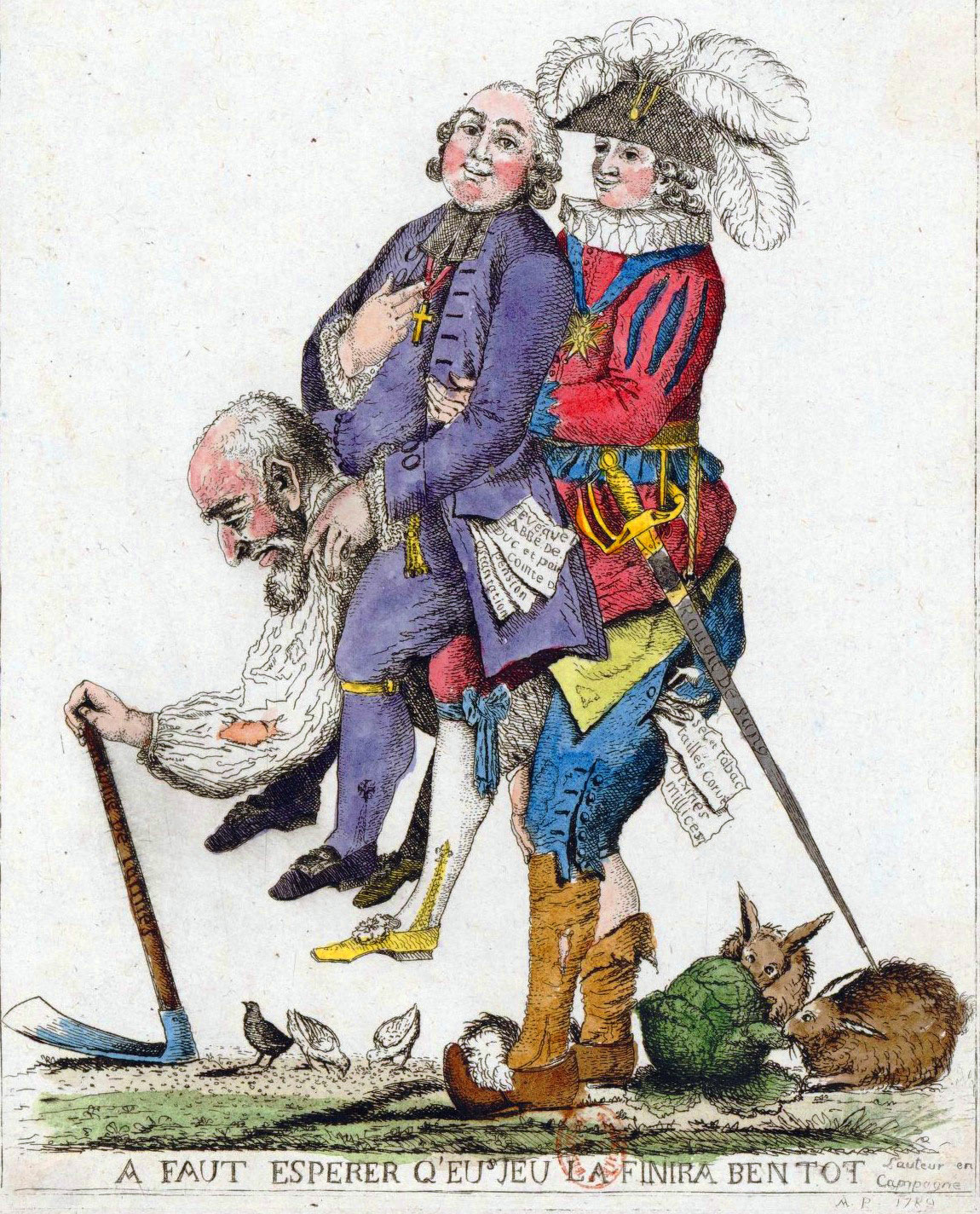
Sátira dos três estados de 1789; o Terceiro Estado trabalhador carrega a nobreza e o clero preguiçosos. A lenda diz A faut espérer q[u]'eu jeu là finira b[i]entôt ("Espero que este jogo acabe logo"), prefigurando a Revolução Francesa.

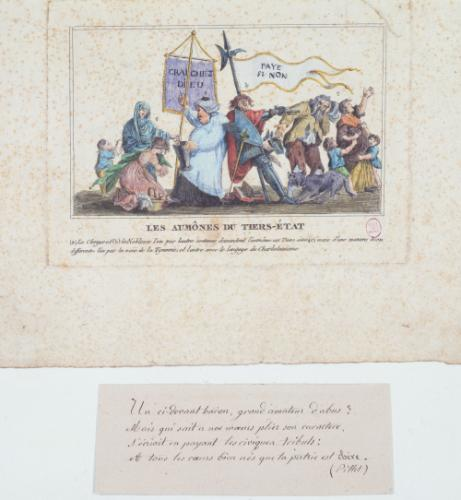
«O clero e a nobreza, apoiando-se mutuamente, pedem esmolas ao Terceiro Estado, mas de maneira muito diferente, esta por meio da tirania e aquele com a linguagem do charlatanismo.»

Na monarquia tanto na França até à Revolução Francesa como no restante da Europa, nomeadamente no Reino de Portugal, o termo Terceiro Estado (em francês: tiers état) indicava as pessoas que não faziam parte do clero (Primeiro Estado) nem da nobreza (Segundo Estado).
O Terceiro Estado era a Plebe, que constituía a maioria da população (+/- 98%) havendo assim cortesãos, burgueses e camponeses. A função do Terceiro Estado era sustentar a sociedade e o Estado.
Pagavam, ao contrário do Clero e da Nobreza, impostos ao Estado e também direitos senhoriais. A distribuição de propriedades na época estava dividida em 40% para a nobreza e 40% para o clero. Ao Terceiro Estado, apesar de ser a maioria da população, cabia apenas 20% das propriedades.
Não tinham direito à apelação (louvados pelos atos que faziam), nem a pronunciar-se em público e não detinham quaisquer direitos sociais.
Os camponeses, bem como outros trabalhadores, foram muito importantes na Revolução Francesa (1789-1799), que era a grande massa dos revoltosos pela ausência de privilégios concedidos aos primeiros e os segundos, mas sua a liderança coube à alta burguesia, que também era parte do restante grupo, isentos de privilégios, portanto, classificados como integrantes do "Terceiro Estado".